# Slammiversary XI
Slammiversary XI foi um evento pay-per-view de wrestling profissional promovido pela Total Nonstop Action Wrestling que ocorreu no dia 2 de junho de 2013 no Agganis Arena em Boston, Massachusetts localizado no campus da Universidade de Boston. Esta foi a nona edição da cronologia do Slammiversary.
O evento contou com nove lutas no total. No evento principal, Bully Ray manteve o TNA World Heavyweight Championship ao derrotar Sting em uma luta No Holds Barred e pela estipulação da luta, Sting nunca mais poderá se tornar desafiante ao título mundial da empresa. Outras lutas de destaque foram a vitória de Kurt Angle sobre A.J. Styles e a aclamada luta Last Knockout Standing entre Taryn Terrell e Gail Kim. Também no evento, a presidente da TNA, Dixie Carter, revelou que o segundo membro a ser induzido ao Hall da Fama da TNA é Kurt Angle.
Segundo o Wrestling Observer Newsletter, o Slammiversary XI recebeu um público total de 3.800 pessoas.

## Produção

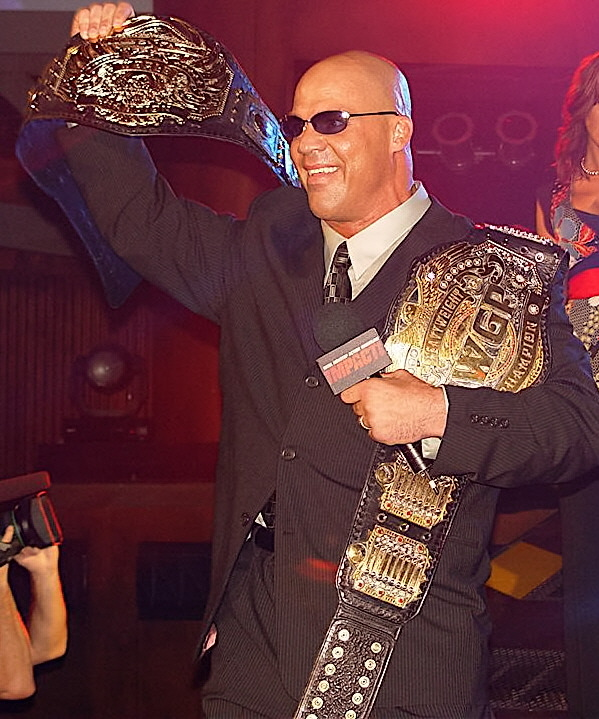
Kurt Angle foi anunciado para a indução no Hall da Fama da TNA durante o Slammiversary.

Durante o Lockdown Fan InterAction realizado na cidade de San Antonio, Texas em 9 de março de 2013, a presidente da TNA Dixie Carter anunciou que o Slammiversary de 2013 seria realizado no Agganis Arena em Boston, Massachusetts, sendo o primeiro evento da TNA a ser realizado no estado. No comunicado de imprensa, Carter afirmou: "O Slammiversary é o nosso maior show do verão, e estamos animados para trazê-lo para Boston pela primeira vez", e terminou dizendo: "O Nordeste tem uma conexão tão grande para o mundo do wrestling profissional, e não podemos esperar para mostrar os lutadores do Impact Wrestling para este público, para não mencionar a celebração do 11º aniversário da nossa empresa." Os ingressos para o evento estarão à venda 29 de março de 2013.
Como todos os anos, a TNA organizará a sua anual Slammiversary VIP Weekend com sua Slammiversary Fan InterAction, dando a oportunidade aos fãs para chegar perto dos seus lutadores favoritos para autógrafos, fotografias e conversas em 1 de junho de 2013, um dia antes do evento.
No Impact Wrestling de 30 de maio, a presidente da TNA anunciou que durante o Slammiversary de 2013, seria indicado o integrante da classe de 2013 do Hall da Fama da TNA, que foi revelado ser Kurt Angle.

## Antes do evento
Slammiversary teve lutas de wrestling profissional envolvendo diferentes lutadores com rivalidades e storylines pré-determinadas que se desenvolveram no Impact Wrestling — programa de televisão da Total Nonstop Action Wrestling (TNA). Os lutadores interpretaram um vilão ou um mocinho seguindo uma série de eventos para gerar tensão, culminando em várias lutas.

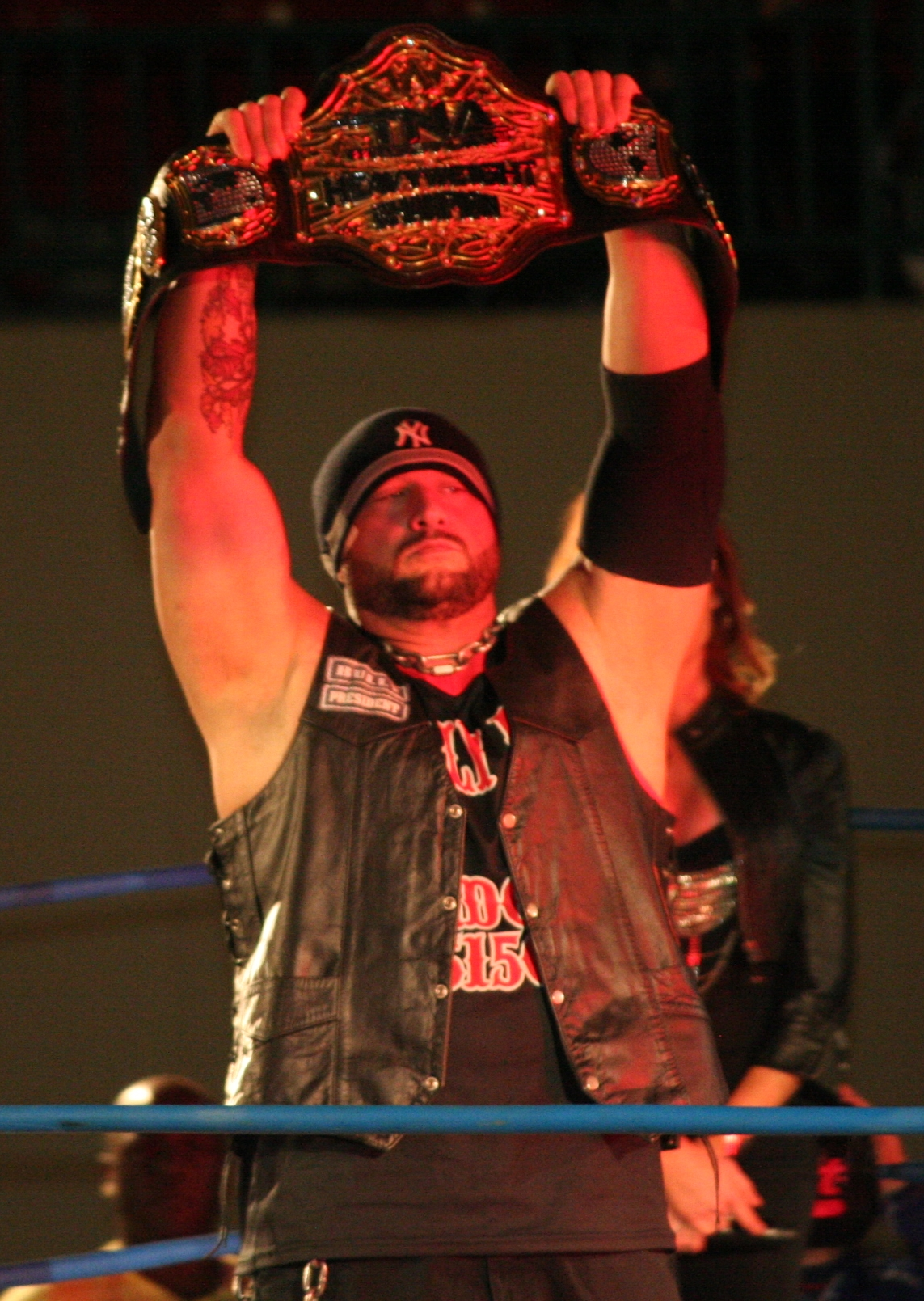
Bully Ray defendeu o TNA World Heavyweight Championship contra Sting em uma luta No Holds Barred.

No Lockdown, Bully Ray derrotou Jeff Hardy para ganhar o TNA World Heavyweight Championship pela primeira vez na carreira, ainda se revelando com presidente dos Aces & Eights. No Impact Wrestling de 25 de abril, Matt Morgan criticou o gerente geral Hulk Hogan por cometer o erro de colocar a sua confiança em Bully Ray. Apresentando-se a Hogan como a "solução final", Morgan fez campanha para ajudar Hogan contra os Aces & Eights se, por sua vez, recebesse uma chance pelo TNA World Heavyweight Championship. No mesmo dia, Sting retornou para ajudar seu companheiro Hogan para combater a gangue que o tinha cercado. Na semana seguinte, Hogan marcou uma luta entre Morgan e Sting, com o vencedor se tornando adversário de Bully Ray no Slammiversary. Sting venceu a luta para se tornar o desafiante número um ao título de Ray. Sting e Bully Ray reuniram-se para assinar o contrato da luta no Impact Wrestling de 16 de maio, onde Sting escolheu competir em uma luta No Holds Barred e concordou com estipulação de Ray que se ele perdesse, não podia mais competir pelo título mundial da TNA.
Em março de 2013, A.J. Styles voltou a TNA após um hiato de 3 meses e retratou uma persona mais escura e silenciosa depois de um ano passado de contratempos. Muitos lutadores tentaram alcançá-lo, incluindo James Storm, Aces & Eights, Bad Influence, Hulk Hogan, Sting, e seu ex-rival e parceiro de dupla Kurt Angle, alguns dos que causou seus problemas. Angle, no entanto, tornou-se irritado com o comportamento de Styles por não escolher um lado para apoiar entre TNA e o grupo rebelde, os Aces & Eights, o que levou a uma briga entre os dois. Eventualmente Hogan, desistindo de tentar argumentar com Styles, marcou uma luta para ele contra Angle no Slammiversary.
Em 7 de fevereiro de 2013, Austin Aries e Bobby Roode derrotaram Chavo Guerrero e Hernandez para conquistarem o TNA World Tag Team Championship. Porém perderam o título novamente para Chavo e Hernandez em 11 de abril de 2013. Em meio à rivalidade pelos títulos de duplas, os Bad Influence (Christopher Daniels e Kazarian), que haviam perdido o campeonato no dia 14 de outubro de 2012 no Bound for Glory para a dupla Chavo e Hernandez, demonstraram a vontade de se tornarem mais uma vez campeões. Após uma série de confrontos e lutas entre as três equipes com dois times tentando ganhar uma chance de disputar o campeonato, James Storm entrou em cena quando ele oficializou uma partida entre Bad Influence contra Aries e Roode no Impact Wrestling de 9 de maio, durante a qual ele se opôs e atacou concorrentes no combate, fazendo com que a luta acabasse sem vencedor. Na semana seguinte, Storm anunciou uma luta de quatro duplas de eliminação pelos títulos, colocando todas as três equipes contra ele e um parceiro misterioso, que revelaria ser Gunner no Impact Wrestling de 23 de maio.
Após um ataque dos Aces & Eights a Joseph Park, este tornou-se o catalisador para o retorno de seu irmão Abyss para maltratar o grupo. Park mais tarde confrontou Devon sobre como os Aces & Eights o trataram, que deixou Park irritado e com vontade de enfrentar Devon. No Impact Wrestling de 16 de maio, foi anunciado uma luta entre ambos pelo Television Championship de Devon no Slammiversary.
Em 2 maio de 2013, Chris Sabin retornou de uma lesão no ligamento cruzado anterior (LCA) que o afastou por quase um ano. No mesmo dia, Sabin derrotou Sonjay Dutt e Zema Ion para ganhar um lugar na luta three-way recém-incorporada pelo TNA X Division Championship. Na semana seguinte durante o seu discurso público sobre sua lesão e retorno para a X Division, Sabin foi confrontado pelo arrogante campeão da X Division, Kenny King, criando uma rivalidade entre ambos. Sabin recebeu a chance pelo título no Impact Wrestling de 16 de maio, em uma luta que também envolvia Petey Williams, mas não conseguir derrotar King. No mesmo dia, foi anunciada uma luta Ultimate X entre Kenny King, Sabin e o também recém-retornado personagem Suicide pelo X Division Championship no Slammiversary.

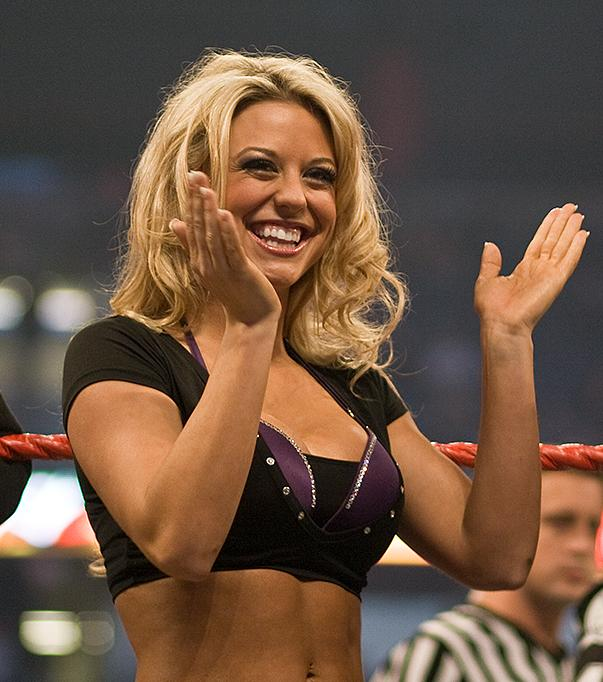
Taryn Terrell enfrentou Gail Kim em uma luta last knockout standing no Slammiversary.

No Lockdown, a árbitra das knockouts, Taryn Terrell chegou a um ponto alto de conflito com Gail Kim, que resultou com que Kim tivesse problemas com a forma como Terrell atuou no seu combate. Como resultado, Terrell atacou Kim durante uma luta pelo TNA Knockouts Championship pertencente a Velvet Sky. Devido a violar sua liberdade condicional, a Executiva das Knockouts Brooke Hogan, demitiu Terrell de seus deveres como árbitra e recontratou-a imediatamente como uma lutadora, permitindo que Terrell e Kim tivessem vários confrontos durantes as semanas. No Impact Wrestling de 2 de maio, Terrell fez dupla com Mickie James para derrotar Kim e Tara, com a primeira a bater a perna de Taryn no poste do ringue ao final da luta. No dia 16 de maio, foi anunciado mais uma luta entre ambas, desta vez, uma luta last knockout standing no Slammiversary.
No Impact Wrestling de 16 de maio, Jay Bradley derrotou Christian York para avançar as finais de um torneio por uma vaga no Bound for Glory Series de 2013. Na semana seguinte, Sam Shaw enfrentaria Alex Silva, porém os Aces & Eights atacaram Shaw. No mesmo dia, foi anunciado que Jay Bradley e Sam Shaw se enfrentariam no Slammiversary pela vaga no Bound for Glory Series.
No episódio de 18 de abril do Impact Wrestling, Magnus estava programado para enfrentar Devon pelo Television Championship, no entanto, foi atacado por D.O.C. e Knux antes do inicio da luta. Na edição de 9 de maio do Impact Wrestling, Magnus derrotou D.O.C. após uma distração acidental de D'Lo Brown, sendo agredido nos bastidores mais tarde. Na edição de 23 de maio do programa, Magnus desafiou Wes Brisco para uma luta após salvar Sam Shaw; ele iria ganhar o combate por desqualificação após D.O.C. e Garret Bischoff interferir, voltando a ser atacado novamente, sendo salvo pelo ex-parceiro de dupla Samoa Joe. Na semana seguinte, foi a vez de Joe ganhar uma luta por desqualificação contra Bischoff, quando os outros membros dos Aces & Eighs atacaram Magnus que estava do lado de fora do ringue, gerando uma grande briga. Logo após, Joe desafiou D.O.C., Garret Bischoff e Wes Brisco para uma luta contra ele, Magnus e Jeff Hardy no Slammiversary.

## Evento
| Papel:          | Nome:                                      |
| --------------- | ------------------------------------------ |
| Comentaristas   | Taz                                        |
| Comentaristas   | Todd Keneley                               |
| Comentaristas   | Mike Tenay                                 |
| Comentaristas   | Willie Urbina (Narrador em espanhol)       |
| Comentaristas   | Hector Guerrero (Comentarista em espanhol) |
| Entrevistadores | Jeremy Borash                              |
| Locutores       | Christy Hemme                              |
| Locutores       | Jeremy Borash (Evento principal)           |
| Árbitros        | Brian Hebner                               |
| Árbitros        | Brian Stiffler                             |
| Árbitros        | Earl Hebner                                |
| Árbitros        | ODB (Árbitra das knockouts)                |

### Lutas preliminares
Na primeira luta da noite, Kenny King defendia o TNA X Division Championship em uma luta Ultimate X contra Chris Sabin e Suicide. No fim da luta, Sabin e Kenny King estavam segurando o cinturão no topo da estrutura. Sabin conseguiu derrubar King e na sequência desprender o título se tornando o novo campeão. Após a luta, Hulk Hogan anunciou que pela sua vitória, Sabin receberia uma chance pelo TNA World Heavyweight Championship no futuro.
Na luta seguinte, Jeff Hardy, Magnus e Samoa Joe enfrentaram Garett Bischoff, Mr. Anderson e Wes Brisco (três membros dos Aces & Eights). A luta terminou após Hardy conseguir aplicar um "Swanton Bomb" sobre Brisco, seguido de um pinfall com sucesso.
No terceiro combate da noite, Jay Bradley enfrentou Sam Shaw por uma vaga no Bound for Glory Series de 2013. Bradley venceu após aplicar um "Boom Stick" seguido de um pinfall com sucesso.
Na quarta luta da noite, Devon defenderia o Television Championship contra Joseph Park. Porém, momentos antes do inicio da luta, Devon e Knux atacaram Park nos bastidores, deixando-o sangrando. Por este motivo, Devon manteve seu título por W.O.. Mas na sequência, o irmão de Park, Abyss, veio ao ringue para no lugar de seu irmão. Este conseguiu derrotar Devon aplicando um "Black Hole Slam", seguido de pinfall, conquistando assim o Television Championship pela segunda vez na carreira.
Na sequência, a presidente da TNA, Dixie Carter chamou todos os funcionários da empresa e anunciou que o segundo membro do Hall da Fama da TNA é Kurt Angle.

### Lutas principais
Na quinta luta da noite, Chavo Guerrero e Hernandez defendiam o TNA World Tag Team Championship contra James Storm e Gunner, Austin Aries e Bobby Roode e Bad Influence (Christopher Daniels e Kazarian) em uma luta de quatro duplas de eliminação. A primeira eliminação ocorreu quando Christopher Daniels atacou Chavo Guerrero com o cinturão de duplas, causando a desqualificação da sua dupla. Imediatamente após o ocorrido, Austin Aries realizou o pinfall em Guerrero, o eliminado. No final do combate, Storm aplicou um "Last Call Superkick" seguido de um "Gun Rack" em Aries, que fez com que o mesmo desistisse.
O combate a seguir foi a luta last knockout standing entre Taryn Terrell e Gail Kim. Em certo momento, Gail aplicou um "Figure four leg lock" no canto do ringue em Tarrell, com esta retribuindo da mesma forma momentos depois. As duas usaram uma cadeira para aplicar seus golpes, porém não conseguiram vencer a luta. O combate só teve seu fim quando Taryn Terrell aplicou um "Diamond Cutter" em Kil de cima da rampa de entrada, fazendo com que ela não conseguisse responder a contagem de dez da árbitra especial, ODB.
Na penúltima luta, Kurt Angle enfrentou A.J. Styles. Em uma luta bem movimentada, Angle conseguiu a vitória ao reverter um "Roll-up" de Styles a seu favor.
No evento principal, Bully Ray defendia seu TNA World Heavyweight Championship em uma luta no holds barred contra Sting. Em uma luta bastante agressiva, tanto Ray quanto Sting chegaram a usar o cinturão como arma contra seu adversário. Brooke Hogan também surgiu no combate, impedindo que Sting atacasse o campeão com uma cadeira. Momentos mais tarde, Ray aplicou um "Piledriver" e em sequência, um "Powerbomb" em Sting sobre uma mesa. A dominação de Ray continuou quando ele arrancou a proteção da lona do ringue, deixando a mostra as taboas. Lá, mais uma vez Ray aplicou um "Piledriver" em Sting, mas este escapou da contagem no dois. A luta acabou quando Bully Ray bateu com um martelo no rosto de Sting, conseguindo realizar o pinfall com sucesso. Com este resultado, Sting nunca mais poderá lutar pelo World Heavyweight Championship novamente.

## Lutas
| No.                             | Lutas | Estipulações | Duração |
| ------------------------------- | --- | --- | ------- |
| 1                               | Chris Sabin derrotou Kenny King (c) e Suicide                                                                                               | Luta Ultimate X pelo TNA X Division Championship | 13:40   |
| 2                               | Jeff Hardy, Magnus e Samoa Joe derrotaram Aces & Eights (Garett Bischoff, Mr. Anderson e Wes Brisco)                                        | Luta de trios | 10:07   |
| 3                               | Jay Bradley derrotou Sam Shaw | Luta individual por uma vaga no Bound for Glory Series | 04:58   |
| 4                               | Devon (com Knux) (c) derrotou Joseph Park por W.O.                                                                                          | Luta individual pelo Television Championship | 00:32   |
| 5                               | Abyss derrotou Devon (c) (com Knux) | Luta individual pelo Television Championship | 03:49   |
| 6                               | James Storm e Gunner derrotaram Chavo Guerrero e Hernandez (c), Austin Aries e Bobby Roode e Bad Influence (Christopher Daniels e Kazarian) | Luta de quatro duplas de eliminação pelo TNA World Tag Team Championship                                                                                   | 16:44   |
| 7                               | Taryn Terrell derrotou Gail Kim | Luta Last Knockout Standing | 09:22   |
| 8                               | Kurt Angle derrotou A.J. Styles | Luta individual | 15:45   |
| 9                               | Bully Ray (c) derrotou Sting | Luta No Holds Barred pelo TNA World Heavyweight Championship Se Sting perdesse, nunca mais poderia se tornar desafiante ao World Heavyweight Championship. | 14:22   |
| (c)- Campeão(ões) antes da luta | | |         |

1.↑ Eliminações na luta pelo TNA World Tag Team Championship
| Eliminação                       | Dupla                                          | Eliminados por             | Método de eliminação                                                            | Tempo |
| -------------------------------- | ---------------------------------------------- | -------------------------- | ------------------------------------------------------------------------------- | ----- |
| 1                                | Bad Influence (Christopher Daniels e Kazarian) | Desqualificação            | Daniels foi desqualificado após atacar Chavo Guerrero com o cinturão de duplas. | 11:10 |
| 2                                | Chavo Guerrero e Hernandez                     | Austin Aries e Bobby Roode | Eliminados após Aries realizar o pinfall em Guerrero após o ataque de Daniels.  | 11:31 |
| 3                                | Austin Aries e Bobby Roode                     | James Storm e Gunner       | Eliminados após Aries desistir de um Gun Rack aplicado por Gunner.              | 16:44 |
| Vencedores: James Storm e Gunner |                                                |                            |                                                                                 |       |

## Após o evento
Hulk Hogan confirmou no Impact Wrestling de 13 de junho que o campeão da X Division Chris Sabin teria sua chance pelo TNA World Heavyweight Championship no Impact Wrestling: Destination X em 18 de julho de 2013. Porém, Sabin perdeu o título para Austin Aries em 20 de junho de 2013, recuperando o mesmo na semana seguinte. No Destination X, Sabin derrotou Bully Ray e conquistou o World Heavyweight Championship, o perdendo um mês depois, no Impact Wrestling: Hardcore Justice em uma revanche contra Ray em uma luta numa jaula de aço.
Devido a Chris Sabin optar por lutar pelo TNA World Heavyweight Championship, o TNA X Division Championship ficou vago a partir de então. No Impact Wrestling: Destination X, um torneio de nove lutadores foi realizado para coroar o novo campeão da X Division. Sonjay Dutt derrotou Homicide e Petey Williams, Manik derrotou Chavo Guerrero, Jr. e Kenny King e Greg Marasciulo derrotou Rockstar Spud e Rubix. Uma semana mais tarde, na final do torneio, Manik derrotou Sonjay e Marasciulo em uma para luta Ultimate X ganhar o título.
A rivalidade entre Taryn Terrell e Gail Kim continuou após o Slammiversary. No Impact Wrestling de 11 de julho, Kim derrotou Terrell em uma luta de escadas para se tornar a desafiante ao Women's Knockout Championship de Mickie James. Ela recebeu sua chance duas semanas mais tarde, no Impact Wrestling de 25 de julho, sendo derrotada por James, devido a árbitra ODB não querer realizar a contagem de um pinfall "sujo". No Impact Wrestling: Hardcore Justice, ODB derrotou Gail Kim e Mickie James em uma luta three-way hardcore, enquanto Taryn Terrell saiu de licença devido a sua gravidez.
Após o Slammiversary, o Bound for Glory Series de 2013 se iniciou. A.J. Styles, Magnus, Austin Aries e Bobby Roode foram os quatro semifinalistas. No Impact Wrestling: No Surrender, Styles derrotou Aries e Magnus derrotou Roode para chegarem a final do torneio, que foi ganho por Styles no mesmo dia.

## Recepção
O evento recebeu várias criticas positivas, principalmente a luta entre Taryn Terrell e Gail Kim. Matt Bishop, do Canadian Online Explorer deu ao evento uma note cinco, classificando como o melhor combate a luta entre Kurt Angle e A.J. Styles, bem como a luta last knockout standing, dando uma nota oito a ambas. Bishop avaliou a luta entre Jay Bradley e Sam Shaw a pior da noite, atribuindo uma nota dois.
Phil Allely, do tabloide inglês The Sun elogiou a luta Ultimate X e o trabalho feito por Chris Sabin durante a luta. Também apreciou a luta pelo TNA World Tag Team Championship, principalmente pela parte de Gunner. Porém, Allely não considerou a luta das knockouts com "tanta emoção" nem como "uma das melhores nos últimos anos". Já Dave Meltzer, do Wrestling Observer Newsletter considerou a luta feminina a melhor da noite, juntamente com o combate entre Angle e Styles, apenas apontando que o "público não reagiu como supostamente deveria, pelo tamanho do combate que estavam a assistir". Meltzer também comentou que o evento principal entre Bully Ray e Sting "não é o que se chama de bom wrestling, mas não seria mesmo. Era tudo sobre as voltas e reviravoltas. Dada a história que precisava dizer, foi bom, mas não quando você quer algo como com uma base regular."